# Louis-Hippolyte La Fontaine
Louis-Hippolyte La Fontaine (ur. 4 października 1807, zm. 26 lutego 1864) – kanadyjski polityk, reformator, premier rządu Unii Kanady.
Obok Roberta Baldwina należał do skrzydła umiarkowanych reformistów. Choć solidaryzował się z Papineau, nie poparł rebelii w Dolnej Kanadzie. Po Unii w 1841 włączył się do rządu reformistów, mimo że jej postanowienia były krzywdzące dla społeczności frankofońskiej. Wspólnie z Baldwinem przeprowadził szereg istotnych reform, między innymi: reforma systemu szkolnego, nowy system mianowania urzędników państwowych oraz przeniesienie stolicy Unii z Kingston do Montrealu. Z powodu trudności współpracy z nowym gubernatorem generalnym La Fontaine podał swój rząd do dymisji w listopadzie 1843. Następne cztery lata pozostawał w opozycji.
Jeszcze będąc premierem La Fontaine dążył do przywrócenia dwujęzyczności Kanady. Swoje exposé, gdy był premierem, ku konsternacji jednych i oburzeniu innych, wygłosił po francusku. Jego bezkompromisowość sprawiła, że mimo braku oficjalnego prawa przyjęła się praktyka odczytywania ważnych wystąpień w obu językach. Gdy w 1848 powrócił do władzy, przeforsował ustawę o dwujęzyczności. W czasie swojego drugiego epizodu jako premier rządu kontynuował reformatorską politykę, między innymi przeprowadzając reformę systemu sądowniczego, powołując Uniwersytet Toronto oraz ogłaszając akt amnestii wobec rebeliantów. Po krótkim urzędowaniu rząd podał się do dymisji, a La Fontaine wycofał się z polityki.